# Robert Finlay
Robert Bannatyne Finlay (ur. 11 lipca 1842 w Edynburgu, zm. 9 marca 1929 w Londynie) – brytyjski prawnik i polityk, członek Partii Liberalnej, minister w rządzie Davida Lloyda George’a.

## Życiorys
Urodził się w Newhaven w Edynburgu jako syn Williama Finlaya, lekarza i Ann, córki Roberta Bannatyne. Ukończył studia medyczne na Uniwersytecie Edynburskim, a następnie prawnicze. Przystąpił do korporacji Middle Temple, uzyskując po latach praktyki adwokackiej tytuł Queen’s Counsel w 1882.
W 1885 został wybrany do Izby Gmin z ramienia Partii Liberalnej z okręgu Inverness Burghs. W 1886 znalazł się wśród polityków, który odeszli z Partii Liberalnej i założyli Partię Liberalno-Unionistyczną po poróżnieniu się z Williamem Gladstonem w sprawie home rule. W 1892 utracił mandat parlamentarny, ale odzyskał go trzy lata później. W tym samym roku został Radcą Generalnym Anglii i Walii i otrzymał szlachectwo.
W 1900 Finlay został Prokuratorem Generalnym Anglii i Walii, a w 1902 rektorem Uniwersytetu w Edynburgu. Reprezentował Wielką Brytanię w wielu arbitrażach międzynarodowych. W 1904 otrzymał Order św. Michała i św. Jerzego, a w 1905 został członkiem Tajnej Rady. W 1906 ponownie utracił mandat parlamentarny, który odzyskał w 1910.
Wszedł w skład rządu Davida Lloyda George’a jako lord kanclerz. W tym samym roku otrzymał tytuł barona Finlay z Nairn, a w 1919, po ustąpieniu z urzędu, jego tytuł parowski podniesiono do rangi wicehrabiego.
W 1920 został brytyjskim członkiem Stałego Trybunału Arbitrażowego, a w 1921 sędzią Stałego Trybunału Sprawiedliwości Międzynarodowej, którym pozostał do śmierci.
Tytuł wicehrabiego Finlay odziedziczył jego syn William.